# Barney Phillips
Bernard Philip Ofner (n. 20 octombrie 1913, Saint Louis, Missouri, SUA – d. 17 august 1982, Los Angeles, California, SUA), cunoscut sub numele de scenă Barney Phillips, a fost un actor american de film, televiziune și radio. Printre cele mai cunoscute roluri ale sale se numără Sgt. Ed Jacobs în serialul de televiziune Dragnet⁠(d) (1950-1959), diverse personaje în serialul Zona crepusculară (1959-1964) și actorul Fletcher Huff în sitcomul CBS The Betty White Show⁠(d).

## Biografie
S-a născut în St. Louis, Missouri, fiul lui Harry Nathan Ofner, un vânzător comercial din industria pielăriei, și Leona (Frank) Ofner, un cetățean naturalizat de origine germană. A copilărit și a fost educat în St. Louis; s-a mutat în Los Angeles după ce a absolvit facultatea în 1935.
Interesat de actorie, acesta a primit un rol minor într-un film western independent numit Black Aces în 1937, dar cariera sa în industria divertismentului a intrat în declin. În 1940, a apărut în piesa de teatru Meet the People pe Broadway.
Phillips s-a înrolat în Armata Statelor Unite în iulie 1941, servind în United States Army Signal Corps⁠(d) în timpul celui de-Al Doilea Război Mondial.
După încheierea războiului, Phillips a obținut roluri minore în numeroase filme în perioada 1949–1952. A devenit cunoscut publicului american odată cu rolul principal din serialul de televiziune Dragnet al companiei NBC, unde l-a interpretat pe Sergentul Jacobs. De asemenea, a fost vocea personajului Hamilton J. Finger în emisiunea radio Rocky Fortune⁠(d) a lui Frank Sinatra în 1953 și 1954. A continuat să apară atât în filme, cât și în seriale pe parcursul anilor 1950 și 1960. În 1955, l-a interpretat pe domnul Jamison în episodul „Ricky’s European Booking” din I Love Lucy. De asemenea, a avut roluri minore în două episoade din Perry Mason⁠(d), inclusiv în episodul „The Case of the Wintry Wife” (1961). În sezonul 1959-1960, Phillips l-a interpretat pe locotenentul de poliție Geller în serialul de crimă Johnny Midnight⁠(d), cu Edmond O'Brien în rolul unui actor din New York devenit detectiv particular. În sezonul următor, Phillips a apărut în rolul locotenentului de poliție Avery în șapte episoade din drama The Brothers Brannagan⁠(d).
În 1959, a avut rolul lui Bill Pence, proprietarul salonului Long Branch, în Gunsmoke⁠(d).
În 1962, Phillips a fost ales să-l interpreteze pe generalul Winfield Scott Hancock⁠(d) în episodul „The Truth Teller” din serialul de antologie Death Valley Days⁠(d). Episodul prezintă negocierile care au stat la baza Tratatului Medicine Lodge⁠(d) din 1867. Phillips a rămas inactiv pe parcursul anilor 1970. A avut un rol episodic în serialul The Andy Griffith Show⁠(d) și roluri secundare în 12 O'Clock High⁠(d) („Doc” Kaiser) și The Betty White Show (1977–1978). Cu toate acestea, cel mai cunoscut rol al său este venusianul cu trei ochi din episodul „Will the Real Martian Please Stand Up?” (1961) al serialului Zona crepusculară.
Phillips a apărut într-o reclama pentru rulourile de pizza Jeno's⁠(d) a lui Stan Freberg⁠(d).

## Moartea
Phillips a murit de cancer la vârsta de 68 de ani la Centrul Medical Cedars-Sinai⁠(d) din Los Angeles.

## Filmografie
- Black Aces (1937) .... Jake Stoddard
- The Judge (1949) .... Reporter
- Little Egypt (1951) .... Reporter (necreditat)
- My Six Convicts (1952) .... Baker foreman (necreditat)
- Has Anybody Seen My Gal? (1952) .... Workman (necreditat)
- Down Among the Sheltering Palms (1952) .... Pvt. Murphy (necreditat)
- Ruby Gentry (1952) .... Dr. Saul Manfred
- Eight Iron Men (1952) .... Capt. Trelawney
- The Glass Wall (1953) .... Police Lieutenant Reeves (necreditat)
- The 49th Man (1953) .... Minor Role (necreditat)
- A Blueprint for Murder (1953) .... Capt. Pringle
- All American (1953) .... Coach Clipper Colton
- The Night Holds Terror (1955) .... Stranske
- The Naked Street (1955) .... Callan (necreditat)
- The Square Jungle (1955) .... Dan Selby
- Behind the High Wall (1956) - Tom Reynolds
- Julie (1956) .... Doctor on Flight 36
- Drango (1957) .... Rev. Giles Cameron
- The True Story of Jesse James (1957) .... Dr. Samuel
- I Was a Teenage Werewolf (1957) .... Det. Sgt. Donovan
- Cry Terror! (1958) .... Dan Pringle
- Gang War (1958) .... Police Lt. Sam Johnson
- Kathy O' (1958) .... Matt Williams
- The Decks Ran Red (1958) .... Karl Pope
- The Threat (1960) .... Lucky
- Della (1964) .... Eric Kline
- The Sand Pebbles (1966) .... Chief Petty Officer Franks
- Dealing: Or the Berkeley-to-Boston Forty-Brick Lost-Bag Blues (1972) .... Minor Role (voce, necreditat)
- This Is a Hijack (1973) .... Banker
- Heidi in the Mountains (1974) .... Father and Mr. Kaehlin (versiunea engleză, voce)
- No Deposit, No Return (1976) .... Sgt. Benson
- O'Hara's Wife (1982) .... Small wino
- Beyond Reason (1985) .... Dr. Batt (rol final de film)

### Televiziune
- Dragnet: (1952) ... Sergeant Ed Jacobs
- I Love Lucy: "Ricky's European Booking" (1955) ... Mr. Jamison
- Gunsmoke: "The Roundup" (1956) ... Mr. Summers
- The Adventures of Ozzie and Harriet: (1957–1958) ... Diverse personaje
- Peter Gunn: "The Blind Pianist" (1958) ... Stephen Ware
- Gunsmoke: "Renegade White" (1959) ... Ord Spicer
- Have Gun Will Travel: "The Monster of Moon Ridge" (1959) ... Dan Bella
- Have Gun Will Travel: "The Shooting of Jessie May" (1960) ...  Joseph Ergo
- Gunsmoke: "Don Matteo" (1960)...  Bill Pence
- Hawaiian Eye: "I Wed Three Wives" (1960) ... Henry Bunker
- The Twilight Zone: "The Purple Testament" (1960) ... Captain E. L. Gunther
- The Twilight Zone: "A Thing about Machines" (1960) ... television repairman
- The Twilight Zone: "Will the Real Martian Please Stand Up?" (1961) ... Haley
- The Twilight Zone: "Miniature" (1963) ... Diemel
- The Andy Griffith Show: "Barney Gets His Man" (1961) ... Eddie Brooke
- The Dick Van Dyke Show: "The Cat Burglar" (1962) ... Polițist
- Alfred Hitchcock Presents: "Starring the Defense" (1963) ... Hanley
- Gunsmoke: "Carter Caper" (1963) ... Smith
- "Alfred Hitchcock Hour": "Who Needs an Enemy?" (1964) ... Detectiv
- Twelve O'Clock High: (1964-1967) ...Major "Doc" Kaiser
- The Invaders: (1967)
- Shazzan!: (1967-1969) ... Shazzan
- The Three Musketeers: (1968-1969) ... Porthos
- Get Smart: "Greer Window" (1969) ... Otto Greer
- Adam-12: "Log 93: Once a Junkie" (1969) ... Sergeant Burdick
- Columbo "Suitable For Framing" (1971) ... Captain Wyler
- The Funky Phantom (1971) ... Diverse personaje
- Hawaii Five-O "Air Cargo… Dial for Murder" (1971)
- Cannon: (1971–1974) ... Diverse personaje
- The Betty White Show (1977) ... Fletcher Huff
- The Dukes of Hazzard (1979-1985) ... Buford Potts